# Captura i emmagatzematge de diòxid de carboni

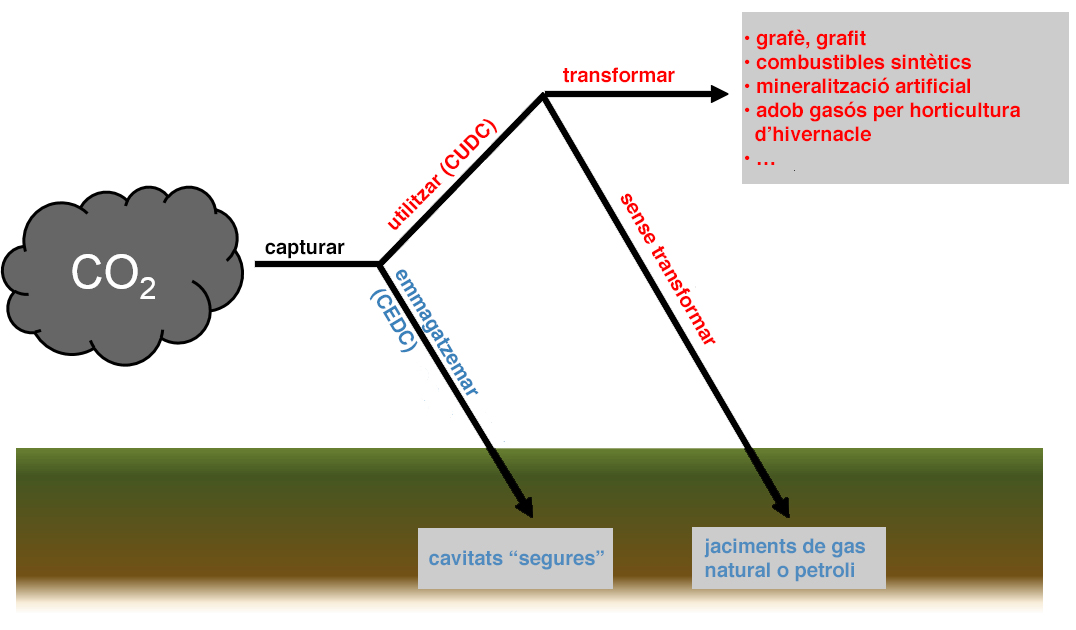
Maneres de tractar el diòxid de carboni capturat

La captura i emmagatzematge de diòxid de carboni (CEDC) és el conjunt de processos que capturen diòxid de carboni (CO₂) i que el fixen o emmagatzemen. L'objectiu és evitar que el CO₂, un dels principals gasos amb efecte d'hivernacle (GEH), s'escapi a l'atmosfera terrestre.
Amb la mera reducció de les emissions no n'hi ha prou per frenar el canvi climàtic, sinó que calen tecnologies netes per treure CO₂ i altres GEH de l'atmosfera a gran escala. En aquest context, es parla de produir «emissions negatives», que podrien contribuir a assolir els objectius de l'Acord de París. Les tecnologies encara se'n troben en fase d'experimentació i tenen un cost econòmic molt elevat.
Hi ha dues estratègies possibles i complementàries per realitzar la CEDC: d'un costat intervenir per a fomentar o accelerar el processos naturals de fixació i d'una altra costat les solucions industrials.
En lloc de CEDC, de vegades es fa servir la sigla CCS, dels termes anglesos carbon capture and storage o carbon capture and sequestration.

## L'estat de la qüestió
El 2018 a nivell mundial, prop del 79,9% de l'energia dimanava de la crema de combustibles fòssils (carbó, petroli i gas natural), 2,2% d'energia nuclear, 6,9% de la crema tradicional i ineficient de llenya, i només l'11,5% de combustibles realment renovables. El 2019, un 27,3% de l'energia elèctrica provenia de producció renovable (2018: 26,2%).
La gestió de l'excedent de CO₂ i la seva influència en el canvi climàtic es fa per tres vies. En primer lloc hi ha les intervencions per reduir-ne les emissions rebaixant el consum d'energia, entre d'altres per l'aïllament tèrmic, el desenvolupament de motors i mètodes de producció més eficients. En segon lloc, pel desenvolupament d'energia neta, i en tercer lloc per la captura i emmagatzematge de diòxid de carboni per reduir-ne la concentració a l'atmosfera. Si bé s'espera atènyer algun dia els nivells preindustrials de GEH, molts països s'adhereixen a un objectiu intermedi, compromès amb les Nacions Unides, de reduir les emissions en un 40% per a l'any 2030 respecte a les de 2005.
L'any 2015, per primera vegada en 800.000 anys, el nivell de diòxid de carboni a l'atmosfera va superar de manera sostinguda les 400 ppm (parts per milió). Per contrarestar el sobrant de CO₂ a l'atmosfera acumulat des de la Revolució Industrial hi ha diferents vies. Es pot millorar l'eficàcia dels fenòmens naturals d'absorció, es poden desenvolupar productes nous que facin servir el carboni com a primera matèria i es pot captar i emmagatzemar el gas nociu. Alternativament, es poden reemplaçar productes que emeten molts GEH durant tot el cicle de vida per alternatives que més aviat els fixen.

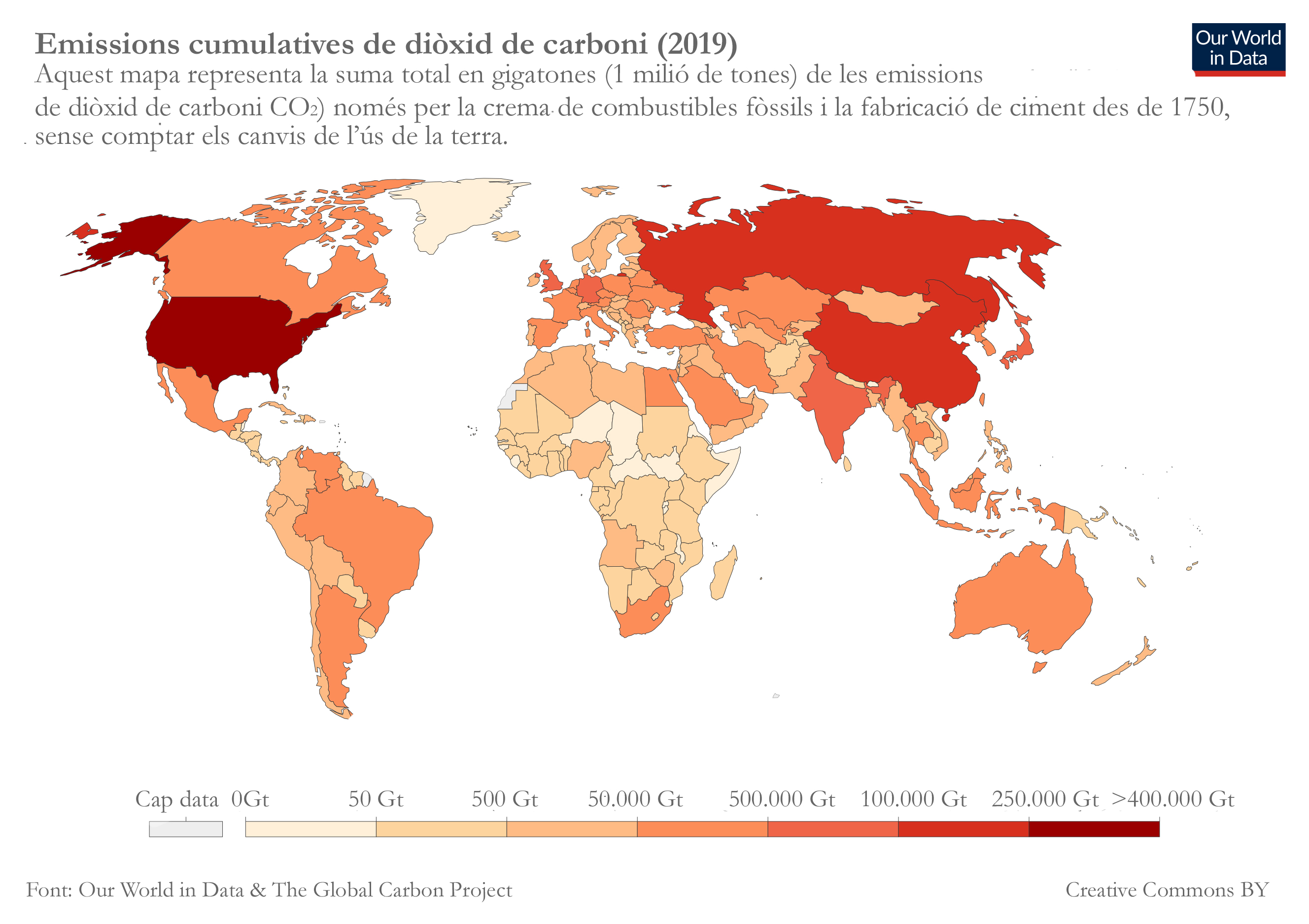
Part d'emissions de diòxid de carboni per país (1751-2019)

A principi dels anys vint del segle xxi, l'estat espanyol produïa anualment uns 300 milions de tones de diòxid de carboni, o 19% més que l'any 1990. Segons un estudi de la Universitat de Barcelona del 2021, s'estima que es podria captar i emmagatzemar una bona cinquena part d'aquest gas contaminant. Fins ara, els projectes de CEDC rendibles en altres països s'han realitzat a prop de plantes petroquímiques i altres indústries que produeixen molt de CO₂, la qual cosa facilita la captura dels gasos en quantitats útils i el tractament a un cost més o menys assequible. El cost d'un projecte de CEDC depèn de l'equip i la quantitat d'energia que calen en tres etapes principals: captar, transportar i dipositar el gas. Una vegada dipositat, és indispensable vigilar-ne el dipòsit, car es poden produir fuites o altres efectes secundaris en el medi ambient.
Hi ha empreses, ciutats, estats i altres entitats que aspiren a una neutralitat climàtica en compensar les emissions de GEH ineluctables per la mateixa quantitat d'emissions negatives, és a dir, fomentar altres activitats que fixen una quantitat de CO₂ i altres GEH equivalent a les emissions. De vegades resulta difícil distingir entre els esforços reals i el mer intent de rentat d'imatge verd. Així, per exemple, el Pacte Verd Europeu rep fortes crítiques i al Regne Unit, l'autoritat reguladora de la publicitat, Advertising Standards Authority, actuarà per impedir que les empreses es facin passar per més ecològiques del que són.
| atmosfera                           | 800.000 milions    | Tot i que els intercanvis naturals entre els tres primers estocs són de l'ordre de 100.000 milions de tones de carboni per any, les emissions antropogèniques de gasos amb efecte d'hivernacle (GEH) són només d'uns 10.000 milions de tones de carboni per any, però suficients per pertorbar l'equilibri de carboni preindustrial i per canviar les concentracions de GEH a l'atmosfera. |
| biosfera vegetació i sòl            | 2.500.000 milions  | Tot i que els intercanvis naturals entre els tres primers estocs són de l'ordre de 100.000 milions de tones de carboni per any, les emissions antropogèniques de gasos amb efecte d'hivernacle (GEH) són només d'uns 10.000 milions de tones de carboni per any, però suficients per pertorbar l'equilibri de carboni preindustrial i per canviar les concentracions de GEH a l'atmosfera. |
| hidrosfera principalment als oceans | 40.000.000 milions | Tot i que els intercanvis naturals entre els tres primers estocs són de l'ordre de 100.000 milions de tones de carboni per any, les emissions antropogèniques de gasos amb efecte d'hivernacle (GEH) són només d'uns 10.000 milions de tones de carboni per any, però suficients per pertorbar l'equilibri de carboni preindustrial i per canviar les concentracions de GEH a l'atmosfera. |
| litosfera roques i minerals         | 65.000.000 milions | de les quals 4.000.000 milions de tones de combustibles fòssils amb alt contingut energètic i la resta carboni inorgànic fixat en minerals carbonats |

## Cal energia per fixar carboni
Qualsevol mètode per extraure CO₂ o accelerar processos naturals necessita energia i té, per tant, un cost. Cremar més energia fòssil per rentar emissions sembla una estratègia més aviat absurda. La regeneració dels solvents utilitzats en instal·lacions industrials consumeix quantitats considerables d'energia, la recerca d'alternatives menys costoses roman en estadi experimental.
Tot i que el cost de l'energia resulta un obstacle major per captar carboni, la situació podria canviar aviat, segons l'informe Rethinking Climate Change publicat el 2020 per la fàbrica d'idees RethinkX. En aquest informe descriuen dos camins que en els anys vinents podrien aplanar prestament la situació. Primer el preu de l'energia neta (sol, vent) continuarà baixant igual que el preu de les bateries. El vent i el sol són fonts variables; caldrà, per tant, una sobrecapacitat de producció per assegurar-ne el proveïment en moments de màxim consum. Fora d'aquests moments, el corrent sobrant –que quasi surt de franc, perquè no cal cremar primeres matèries– es podria fer servir, entre d'altres, per captar diòxid de carboni, dessalinitzar aigua de mar i regar terres àrides o fabricar hidrogen. Ja avui en certes regions de la Xina i Alemanya cal parar aerogeneradors quan hi ha sobrecapacitat per evitar una sobrecàrrega de la xarxa elèctrica. Aquest corrent es perd, tot i que podria servir per realitzar molts processos útils, si hi hagués infraestructures adients.

## Fixació natural de diòxid de carboni
Hi ha tres fenòmens naturals que capten CO₂: la biofixació per fotosíntesi, la fixació en roques sedimentàries i l'absorció pels oceans.

### Biofixació
La biofixació és la captura i emmagatzematge de diòxid de carboni a través de processos biològics, principalment la fotosíntesi. La capacitat global en continua minvant per l'activitat humana. Les principals en són la desforestació, i sobretot la desforestació de les selves pluvials, l'erosió accelerada de terra arable i desertificació per l'agricultura industrial, la urbanització i la consegüent impermeabilització del sòl, l'afebliment del fitoplàncton calcari –bo per al 50 a 70% de la fotosíntesi mundial– així com l'acidificació dels oceans.

#### Biofixació a la terra ferma
La natura va reaccionar a l'augment de diòxid de carboni i es va accelerar el creixement dels boscos, i això augmentà la capacitat de biofixació, a condició que l'aigua i la temperatura romanguin apropiades al creixement. De vegades caldrà introduir espècies adaptades a les noves condicions climàtiques. No és la solució per a les 600 gigatones que l'espècie humana ha alliberat a l'atmosfera des del segle xviii, però podria contribuir a mitigar-ne una mica l'efecte; segons les primeres estimacions, una 0,64 gigatona per any a Occident, sobretot pels boscs del Canadà i Rússia.
Fomentar la capacitat de biofixació necessita en primer lloc parar la desforestació i l'erosió de terra llaurable, així com reduir els efectes de la impermeabilització del sòl. Alternativament es pot considerar la possibilitat de fomentar conreus que creixen ràpidament i fixen molt de diòxid de carboni, així com la millora vegetal. Tot i això, s'ha d'actuar amb prudència en la introducció de (mono)cultius utilitaris per evitar-ne els efectes negatius en hàbitats i ecosistemes.

#### Biofixació als oceans

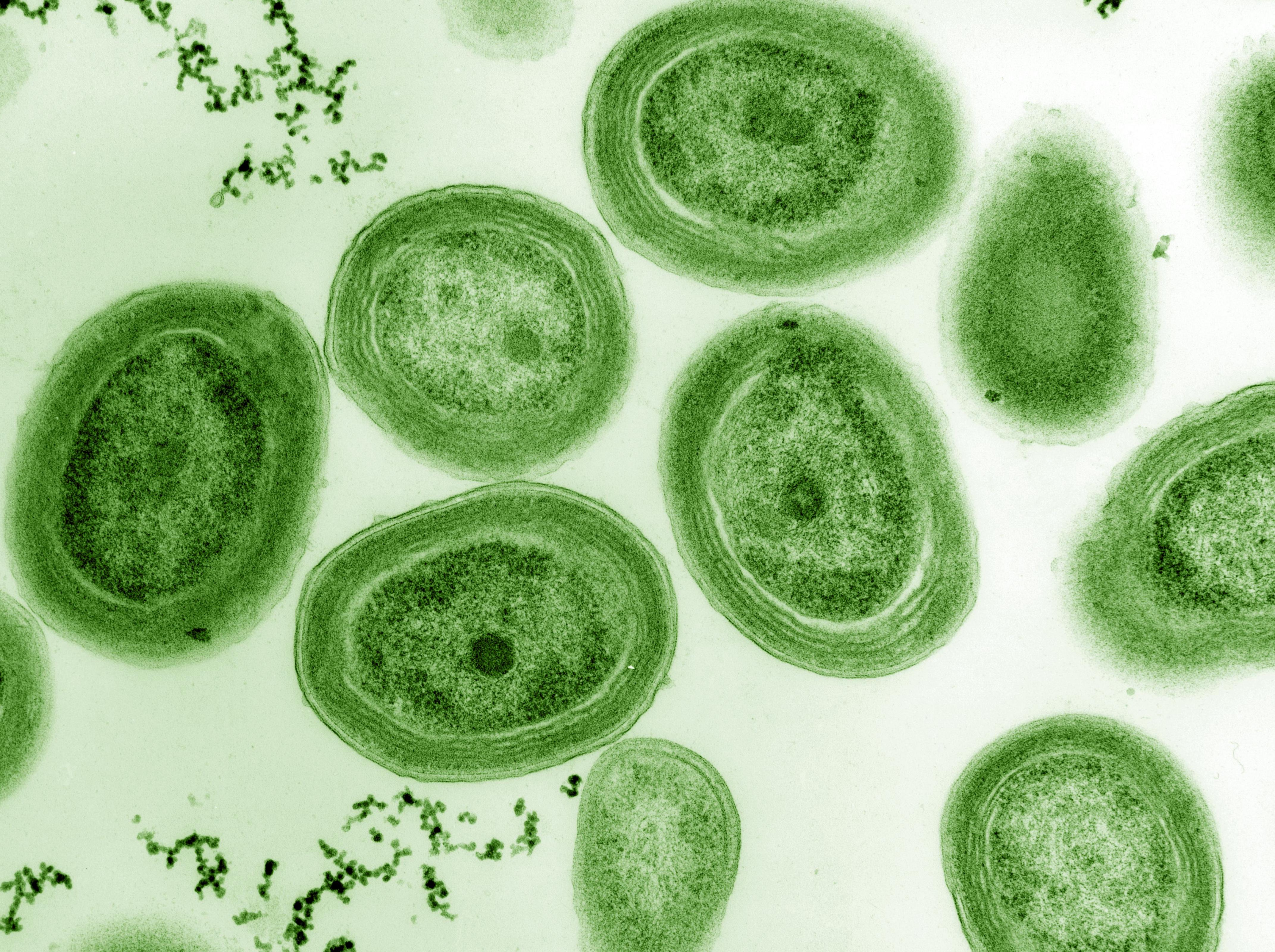
Prochlorococcus marinus

Microalgues i els cianobacteris synechococcus i prochlorococcus, que són al peu de la piràmide dels aliments, formen el 97% de la biomassa dels oceans. Però, la llum només passa als primers cent metres de l'oceà, i sense llum solar no hi ha fotosíntesi. Alguns petits crustacis planctònics també en mengen i en morir porten una ínfima part d'aquest CO₂ cap al mar profund.
Alguns investigadors van experimentar l'efecte «d'adobar» amb pols de ferro els oceans per estimular les microalgues. El ferro també és essencial per als cianobacteris. Volien veure si així es pot augmentar la capacitat de biofixació dels oceans. En una prova sobre una superfície de cinquanta quilòmetres quadrats, aquestes algues adobades van fixar en poc de temps unes 400 tones de CO₂. A curt termini en sembla molt, però quan entren en la cadena alimentària, menjades per crustacis unicel·lulars (els ciliats), la major part del CO₂ se n'allibera aviat.
Adobar els oceans amb ferro, excepte en petits experiments, és difícil i car: si no es rovella abans, tendeix a enfonsar-se en fondàries on ja no hi ha llum i, per tant, tampoc fotosíntesi. La quantitat de ferro que cal és molt superior a la que s'havia estimat al començament. És clar que amb la quantitat i la freqüència amb la qual caldria adobar-los, els vaixells emetran més CO₂ que les microalgues mai no podran fixar. Els biòlegs marins temen, a més, efectes negatius impredictibles en una intervenció a gran escala: no se sap el que passaria en l'ecosistema subtil que és un oceà. Queden qüestions per resoldre, com ara: què passaria si també proliferessin algues nocives, si creéssim una eutrofització, o quin serà l'efecte en el balanç de l'oxigen de l'aigua? Ja hi ha hagut plagues d'algues que amenacen la vida aquàtica.

### Fixació en roques per meteorització
El 80% del carboni de la Terra es troba fixat en formacions calcàries. Quan les roques es meteoritzen, el CO₂ de l'aire i de la pluja reacciona amb els silicats i es fixa en bicarbonats que per la pluja i els rius mouen cap als oceans, on es fixen en capes de dolomita i pedra calcària. Aquest procés és molt lent, segueix un ritme geològic no adaptat al ritme frenètic de l'activitat industrial humana. Tot i això, cada any s'estima que uns mil milions de tones de carboni es fixen en minerals. A més, aquest carboni hi roman fixat quasi per sempre, excepte quan es crema pedra calcària en les fàbriques de ciment. És una quantitat impressionant, però, nogensmenys, una part molt minsa de les trenta mil milions de tones que l'activitat humana produeix per any.
Els investigadors intenten accelerar aquest procés de diverses maneres i, alhora, convertir fluxos residuals difícils, com ara residus miners, en materials útils. El carboni fixat en bicarbonats és químicament estable i no amenaça amb cap perill, al contrari del diòxid de carboni emmagatzemat, que sempre pot escapar-se o provocar reaccions químiques. En augmentar la pressió, una solució d'aigua i de pols del mineral olivina molt fina reacciona amb CO₂. El resultat de la reacció és silici, bicarbonats –dues primeres matèries molt útils– i un augment de temperatura fins a 500 °C que es pot fer servir per generar electricitat. En altres experiments es fa servir escòria, residus de la fabricació de ferro o altres metalls. També s'estudia la possibilitat de neutralitzar residus d'asbest en provocar una reacció amb diòxid de carboni.

### Absorció pels oceans
A més de la biofixació per organismes marítims, els oceans tenen un altre paper en l'economia del carboni. Almenys una quarta part del diòxid de carboni que s'allibera a l'atmosfera es dissol als oceans. S'estima el volum de carboni emmagatzemat en tota la hidrosfera a uns 38.000 gigatones (Gt). L'absorció natural de CO₂ dels oceans ajuda a mitigar els efectes de les emissions antropogèniques de CO₂. Al contrari, l'acidificació, que n'és la conseqüència, hi té un impacte negatiu perquè afebleix o dissol l'estructura calcària, com per exemple dels coralls i mol·luscs. Aquest fenomen no es pot fer servir per a resoldre el problema, sinó que cal més aviat frenar l'acidificació dels oceans, si no es posarà en perill l'equilibri dels ecosistemes marins.

## Captura i emmagatzematge industrial
En constatar que amb els processos naturals d'absorció de diòxid de carboni no n'hi ha prou per compensar l'excedent produït per la crema massiva de petroli, carbó i gas natural, hi ha molta recerca per desenvolupar mètodes per extreure i fixar el gas nociu o per aprofitar els fenòmens naturals per fixar carboni i millorar-ne l'eficiència. Un primer enfocament és la captura i l'emmagatzematge segur. Alternativament, si es pogués convertir el CO₂ de deixalla en primera matèria d'alt valor afegit (captura i utilització de diòxid de carboni, CCU segons l'abreviació anglesa), seria el millor incentiu per desenvolupar mètodes per explotar-lo i transformar-lo en materials compostos inerts o combustibles sintètics que fixen la mateixa quantitat de CO₂ en el moment de la fabricació que emeten en la combustió.
Un entrebanc de qualsevol tecnologia és que la captura i el tractament consumeix molta energia i només és assenyada si es fa amb energia neta. Un estudi del Ministeri de Medi Ambient d'Alemanya, estima que el consum de les matèries primeres fòssils limitades disponibles augmenta fins a un 40 % per la captura i l'emmagatzematge i que, segons les tecnologies utilitzades, es pot capturar entre 62 i 80 % del diòxid de carboni emès.

### Captura
N'hi ha dos camps d'intervenció possible: captura en fums de processos industrials i captura en l'aire ambient (DAC de l'anglès direct air capture). La concentració de carboni és molt diferent: als fums d'una central elèctrica amb carbó és de 150.000 ppm (parts per milió), a l'aire ambient només 400 ppm. La DAC demana molta energia per aspirar enormes quantitats d'aire. Tot i això, la DAC feta amb energia neta de bon preu podria esdevenir un mètode de produir emissions negatives, com ara per a l'aviació que no pot captar els gasos en la font. Si la tecnologia –que ara és encara costosa– millorés, podria ser útil per a la indústria que fa menester de CO₂ en els procediments de fabricació, que per ara encara s'extreu de fonts fòssils i demana un transport costós.
La tecnologia és més avançada per al rentatge de fums industrials on poden captar fins al 90% del carboni. S'espera que aviat es podran aplicar a gran escala a les centrals de combustibles fòssils. La captura en té dos entrebancs: redueix l'eficiència de les centrals tèrmiques un 10% –cal energia per filtrar els gasos– doncs cal cremar més combustible per a la mateixa quantitat neta d'energia. Fins ara s'han desenvolupat uns quants mètodes de captura que tècnicament estan a punt, però són cars, quan hom s'adona que la mateixa captura només n'és una part del cost, perquè cal afegir-hi el transport i l'emmagatzematge. Es podria recuperar una part del cost si es pogués fabricar un diòxid de carbó prou net i pur, que es pot fer servir com a primera matèria en la indústria i l’horticultura sota hivernacle.
| Tecnologia                                                                                        | en anglès                     | abreujat | observació | puresa    | preu per tona*) |
| ------------------------------------------------------------------------------------------------- | ----------------------------- | -------- | ---------- | --------- | --------------- |
| Extret d'emissions industrials al lloc de producció (fums)                                        |                               |          |            |           |                 |
| Adsorció per oscil·lació de pressió                                                               | pressure swing adsorption     | PSA      |            | 87-99,9 % | 71€             |
| Rentat amb aigua sota pressió                                                                     | high pressure water scrubbing | HPWS     |            | 14-22 %   |                 |
| Captura amb solvents orgànics                                                                     | capture with organic solvents |          |            | 26-33 %   |                 |
| Rentat amb amines                                                                                 | amine cleaning                |          |            | 90-99,9 % | 95€             |
| Filtratge per membranes de difusió                                                                | membrane CO₂ removal          |          |            | 75 %      | ? €             |
| Tractament criogen                                                                                | cryogenic CO₂ capture         |          |            | 99,9 %    |                 |
| Extret de l'aire ambient (DAC)                                                                    |                               |          |            |           |                 |
| NN                                                                                                |                               |          |            |           | 480-800€        |
| *)Preus, sense el cost del transport i emmagatzematge, quant coneguts, de Viehbahn et alii (2018) |                               |          |            |           |                 |

### Emmagatzematge (CEDC)
Teòricament, si es pogués emmagatzemar aquest gas de manera segura, per exemple en antigues explotacions de gas natural o de petroli, se'n podria reduir la concentració a l'atmosfera. Tot i això, el CEDC es considera com una tecnologia de transició que només pot ajudar a mitigar el canvi climàtic. La directiva europea de 2009 diu: «Aquesta tecnologia no s'ha d'utilitzar com a incentiu per a l'expansió de les centrals elèctriques alimentades amb combustibles fòssils. En desenvolupar-la no s'hauria de reduir alhora els esforços per fomentar polítiques d'estalvi energètic, les energies renovables i altres tecnologies segures i sostenibles amb baixes emissions de CO₂, tant en termes de recerca com en termes financers.» El 2009, la Comissió Europea va avaluar la capacitat d'emmagatzematge en 160 milions de tones per a l'any 2030 a condició que hi hagi una bona col·laboració entre les empreses privades i els poders públics.
Les instal·lacions s'han de sotmetre a la normativa sobre control integrat de la contaminació; caldrà, doncs, la corresponent autorització ambiental integrada, i queden subjectes també a la normativa sobre avaluació d'impacte ambiental. Vetllar aquests dipòsits és un altre cost que ultrapassa els quaranta anys de responsabilitat de les empreses, habitual en molts països i que d'ençà d'aquest període pertoca als poders públics i finalment al contribuent. D'un altre costat, no es coneix ben bé l'impacte del CO₂ emmagatzemat entre capes geològiques poroses sobre els aqüífers, sobre el risc de terratrèmols o el risc de fugues. El CO₂ és menys dens que l'aigua i, per tant, flota. Això és un obstacle seriós a l'emmagatzematge segur. En dipòsits subterranis supercrítics, amb una temperatura superior a 374 °C i una pressió de 21,8 megapascals (MPa), el CO₂ esdevé més dens que l'aigua i el risc de fugues minva considerablement. Aquestes condicions es troben en zones volcàniques entre tres i cinc quilòmetres sota terra. La injecció de gasos pot, tanmateix, induir terratrèmols artificials, un risc sísmic que depèn de les condicions locals: pot ser baix en zones aïllades però insuportablement alt en zones volcàniques densament poblades d'arreu del món. És una camí tècnicament possible, però en romanen moltes qüestions obertes i cada dipòsit exigeix un estudi particular.
Les fugues concentrades són tòxiques fins que el vent les dissipa, perquè el diòxid de carboni pur pesa més que l'aire. En l'accident de natura volcànica del 1986 que va alliberar un gran núvol de CO₂ del llac Nyos al Camerun s'hi van ofegar unes 1.700 persones, cosa que n'il·lustra el risc. Les fugues lentes desapercebudes sobretot en dipòsits als mars, n'anul·larien l'efecte tot continuant l'acidificació. Les antigues mines de carbó contenen grans quantitats de metà, més conegut com a grisú, un gas amb efecte d'hivernacle vint vegades superior al diòxid de carboni. Teòricament, se'l podria explotar en caçar-lo amb CO₂, i aprofitar el metà com a combustible. El metà roman, nogensmenys, un combustible fòssil i l'estanquitat de les velles mines és problemàtica. També hi ha riscs per a les aigües subterrànies i per al sòl en cas de fugides. El CO₂ escapat pot alliberar contaminants sota terra i apujar les aigües subterrànies salades d'aqüífers profunds. En condicions desfavorables, aquestes aigües subterrànies salades poden brollar directament a la superfície de la terra o caçar les aigües subterrànies dolces, amb el risc d'una salinització de les aigües freàtiques, els sòls i les aigües superficials.
A Europa l'emmagatzematge és reglat per la Directiva europea 2009/34, que va ser transferit al dret de l'estat espanyol per la llei 40/2010. En compliment de la llei, el govern de l'estat espanyol va declarar Astúries zona de reserva provisional per a l'emmagatzematge de CO₂. Hi preveu construir un equip adequat. La primera instal·lació espanyola es va estrenar el setembre de 2010 a la fàbrica d'Elcogas a Puertollano, a Castella-la Manxa.

### Utilització (CUDC)
El carboni (C) i l'oxigen (O₂) són dues primeres matèries valuoses. El carboni és un component essencial, entre d'altres del grafit, el grafè, del diamant o dels electrocarburants. Amb hidrogen i oxigen, forma una gran varietat de compostos, com per exemple els àcids grassos, essencials per a la vida, i els èsters, que donen el gust característic de les fruites. És un component vital de tots els éssers vius, i sense el qual la vida, tal com la coneixem, no podria existir. El grafè, un al·lòtrop de carboni, sembla un «material de futur»: transparent, bon conductor, podria, entre d'altres, reemplaçar el silici en cèl·lules fotovoltaiques amb el doble d'eficiència dels sistemes actuals. El principal repte n'és captar de manera econòmicament rendible el carboni de l'atmosfera: teòricament es podria matar dos pardals d'un tret: reduir les emissions i fabricar productes valuosos a partir d'un residu. Molts productes químics, quasi indispensables, contenen carboni, extret de primeres matèries fòssils, que en fi de vida útil (que triga entre uns dies i uns pocs anys) tornen al medi ambient com a CO₂ o metà.
Al cultiu en hivernacles, durant el dia, sovint s'augmenta artificialment la concentració de CO₂ per accelerar el creixement de les plantes. Es pot obtenir un rendiment de 140% superior al del conreus sense gas afegit. A la nit, al contrari, cal calor, i les instal·lacions emeten CO₂. Hi ha investigacions per veure com es podria captar-lo i reemplaçar el CO₂ pur, que es compra molt car, per CO₂ captat a les mateixes calderes de la granja. Un dels problemes és que els fums de combustió sí que contenen molt de diòxid de carboni, però també altres gasos que són nocius per a les plantes.

### Neutralització
La química fins ara no ha pogut desenvolupar cap mètode fora del laboratori per fixar carboni a escala industrial. Hi ha més esperança en la bioquímica, en què ja n'hi ha algunes vies que funcionen, almenys in vitro. La fixació de diòxid de carboni en compostos orgànics és un procés clau en el cicle del carboni. S'han descobert diversos microorganismes i enzims capaços de fixar el CO₂. La biologia sintètica cerca vies per desenvolupar i millorar aquests fenòmens per fixar carboni. És una tecnologia emergent, que ja funciona en el laboratori, però encara no ateny la maturitat per a la producció industrial a gran escala. Dona, nogensmenys, perspectives per fixar carboni i produir materials nous per a biotecnologia i nanotecnologia.

### Canvi de matèria primera o de producte
En totes les activitats humanes, se cerquen alternatives per trobar materials i mètodes de fabricació que redueixin les emissions, en fer servir materials més nets. El canvi primordial, evidentment, és abandonar els combustibles fòssils. Tot i això, hi ha molts camps en què n'hi ha alternatives, com ara en el sector de la construcció, la il·luminació, la mineria i l'alimentació:

#### Fusta en lloc de formigó o acer
En moltes aplicacions, la fusta pot reemplaçar el formigó: l'estalvi potencial de diòxid de carboni s'estima entre 14% i 32%, en utilitzar només fusta de boscs de gestió sostenible. Amb fusta laminada encreuada o encolada ja es poden realitzar llums fins a 18 metres, que equivalen al formigó en tots els aspectes estructurals. La fusta constructiva emmagatzema carboni durant tota la vida de l'edifici. És més eficient utilitzar-la primer per construir, i només fer-ne llenya en fi de vida. El 2012, arreu del món encara el 53% de l'arbrat aterrat només servia de combustible, cremat sovint de manera totalment ineficient. A més, un bosc talat amb cura, amb un arbratge variat (edat, espècies, densitat) pot reduir alhora el risc de plagues i el risc d'incendis catastròfics. Un paisatge forestal divers amb clarianes, prats amb arbrat escàs, bosc «net» més o menys dens i trams amb sotabosc, garanteix un màxim d'hàbitats i contribueix a propulsar la biodiversitat.
La indústria del ciment és la responsable del 5% de les emissions mundials de CO₂. D'un costat li cal cremar un munt d'energia fòssil per escalfar la pedra calcària i en cremar-la s'allibera CO₂ meteoritzat en la pedra des de centenars de mil·lennis. Una tona de ciment costa una tona de CO₂. El transport dels materials i l'ús de maquinària pesant durant la construcció és una altra font important d'emissions nocives. A més, quan se n'acaba la vida útil, el formigó no permet gaire recuperar primeres matèries nobles, excepte el ferro. La resta, ben molta, una operació molt costosa, pot servir de base de carreteres o ferrocarrils, però no hi ha cap aplicació transcendent al simple dipòsit. Un 5% amb prou feines es pot reutilitzar per a reemplaçar àrids en la construcció nova.

#### Il·luminació
El 2015 s'estimava que el 20% de l'electricitat, sigui fòssil o de fonts netes, s'emprava per a la il·luminació. El preu de les làmpades d'estat sòlid (LED) de baix consum continua baixant. S'estima que teòricament es podria dividir per cinc la despesa d'energia per a la il·luminació. D'altra banda, com que l'ésser humà sembla addicte a la llum, amb el temps il·luminarà més i l'estalvi total en podria ser molt menor i la contaminació lumínica augmentarà.

#### Mineria urbana
La mineria urbana és el procés d'explotació de residus per extreure'n matèries primeres o energia. És una tecnologia en plena volada. Dos exemples per il·lustrar aquesta via de sortida: 
Una tona de residus electrònics conté una mitjana de 300 g d'or. Pot semblar poc, però la ganga de les mines no en sol contenir gaire més que deu a quaranta grams per tona. El refinatge de la ganga d'or fa menester 32.700 kg de equivalents de CO₂ al quilogram d'or, a més dels molts altres danys mediambientals que engendra. El 2018, la producció d'or va comportar 45,5 milions de tones d'equivalents de CO₂ per any.
Les aigües residuals podrien esdevenir una «mina» d'adob a base de fòsfor més barat que el de mineria tradicional. Aquesta tècnica no sols té menys impacte mediambiental, sinó també redueix el problema de l'eutrofització. La ganga de les mines conté molts carbonats meteoritzats que durant el procés de refinatge es converteixen en CO₂, i altres gasos amb efecte d'hivernacle.

#### Proteïnes vegetals
Es fan recerques sobre cultiu de microalgues com a font alternativa a les proteïnes animals en l'alimentació humana. Deixen una petjada de carboni molt més lleugera que altres formes de proteïnes, ja que absorbeixen diòxid de carboni en lloc de produir-ne. L'informe de RethinkX Rethinking Climate Change preveu grans canvis en l'agricultura que alliberaran moltes terres, un fenomen que comportarà una regeneració espontània dels boscs. Estimen que, pels canvis en l'agricultura, uns vuitanta per cent de les terres ermes es reforestaran sense gaire cost o intervenció humana.
Error: no s'especifica cap nom de pàgina (ajuda).